# Liste der Monuments historiques in Kerling-lès-Sierck
Die Liste der Monuments historiques in Kerling-lès-Sierck führt die Monuments historiques in der französischen Gemeinde Kerling-lès-Sierck auf.

## Liste der Objekte
| Bezeichnung                  | Beschreibung                                                         | Standort                              | Kennzeichnung | Schutzstatus | Datum | Bild |
| ---------------------------- | -------------------------------------------------------------------- | ------------------------------------- | ------------- | ------------ | ----- | ---- |
| Skulptur Madonna mit Kind    | Holz, 18. Jahrhundert                                                | in der Kirche St-Jean-Baptiste (Lage) | PM57000850    | Inscrit      | 2002  |      |
| Skulptur Johannes der Täufer | Holz, farbig gefasst und vergoldet, um 1755 von Nicolas Greeff d. J. | in der Kirche St-Jean-Baptiste (Lage) | PM57000682    | Classé       | 2003  |      |